# Корольова Оксана Михайлівна
Оксана (Ксенія) Михайлівна Корольова (26 грудня 1914, село Нововасилівка, тепер Великоолександрівського району Херсонської області — ?) — українська радянська діячка, заслужений лікар Української РСР, завідувачка медичної частини санаторію «Ударник» міста Євпаторії Кримської області. Депутат Верховної Ради УРСР 6—8-го скликань, член Президії Верховної Ради УРСР 7—8-го скликань (1967—1975 роки).

## Біографія
Після закінчення середньої школи працювала медичною сестрою.
У 1939 році закінчила медичний інститут. Працювала лікарем.
З 1941 року — в Червоній армії, учасниця німецько-радянської війни. Служила лікарем, начальником пункту медичної допомоги в авіаційних частинах Червоної армії: 82-й та 80-й окремих авіаційних ескадрильях, 82-й окружній авіаційній майстерні, 34-й авіаційній базі ВПС Чорноморського флоту.
З 1945 року — лікар-терапевт, завідувачка медичної частини санаторію «Ударник» міста Євпаторії Кримської області.
Потім — на пенсії у місті Євпаторії.

## Звання
- капітан медичної служби

## Нагороди
- орден Вітчизняної війни 2-го ст. (6.04.1985)
- ордени
- медаль «За оборону Кавказу»
- медаль «За бойові заслуги» (6.09.1945)
- медалі
- заслужений лікар Української РСР
- почесний громадянин міста Євпаторії (13.04.1984)
- знак «Відмінник курортів Криму»
- ювілейна грамота на честь 55-ї річниці Перемоги у Великій Вітчизняній війні 1941—1945 рр. (21.04.2000)